# Dicranomyia insularis
Dicranomyia insularis là một loài ruồi trong họ Limoniidae. Chúng phân bố ở miền Australasia.